# Jiang Wen
Jiang Wen (Tangshan, 5 januari 1963) is een Chinese acteur, regisseur en scenarist.

## Biografie
Jiang Wen werd in 1963 geboren in het Chinese Tangshan als de zoon van Gao Yang en Jiang Hongqi. Op tienjarige leeftijd verhuisde hij met zijn gezin naar Peking. In 1980 sloot Jiang zich aan bij de prestigieuze acteerschool Central Drama Academy. Vier jaar later studeerde hij af en begon hij aan zijn theater- en filmcarrière.
In China nam zijn populariteit begin jaren 1990 toe met zijn hoofdrol in de tv-serie A Native of Beijing in New York. Dat decennium had hij ook rollen in de films Black Snow (1990), The Emperor's Shadow (1996) en The Soong Sisters.
In 1994 maakte hij zijn regiedebuut met In the Heat of the Sun, dat hij zelf geschreven had en baseerde op de gelijknamige roman van auteur Wang Shuo. De film, die zich afspeelt tijdens de Culturele Revolutie, leverde hoofdrolspeler Xia Yu op het Filmfestival van Venetië de prijs voor beste acteur op. Devils on the Doorstep (2000), de tweede film die door Jiang geregisseerd werd, won op het Filmfestival van Cannes de Grand Prix. Een jaar later mocht hij in de jury zitten van het Internationaal filmfestival van Moskou. In 2013 zat hij ook in de jury van Filmfestival van Venetië.
Jiang was getrouwd met de Franse actrice Sandrine Chenivisse, met wie hij een dochter heeft. Later huwde hij met de Chinese actrice Zhou Yun, met wie hij twee zonen kreeg.

## Filmografie

### Films

#### Als acteur
| - The Last Empress (1986) - Hibiscus Town (1986) - Red Sorghum (1987) - Black Snow (1990) - Li Lianying: The Imperial Eunuch (1991) - The Trail (1993) - In the Heat of the Sun (1994) - The Emperor's Shadow (1996) - Keep Cool (1997) - The Soong Sisters (1997) - Devils on the Doorstep (2000) - The Missing Gun (2002) - Green Tea (2003) - My Father and I (2003) - Warriors of Heaven and Earth (2003) - Jasmine Women (2004) - Letter from an Unknown Woman (2004) |  | - The Sun Also Rises (2007) - The Founding of a Republic (2009) - Let the Bullets Fly (2010) - The Lost Bladesman (2011) - Gone with the Bullets (2014) - Rogue One: A Star Wars Story (2016) - The Curse of Turandot (2021) |

#### Als regisseur
- In the Heat of the Sun (1994)
- Devils on the Doorstep (2000)
- The Sun Also Rises (2007)
- New York, I Love You (2008)
- Let the Bullets Fly (2010)
- Gone with the Bullets (2014)

#### Als scenarist
- In the Heat of the Sun (1994)
- Devils on the Doorstep (2000)
- The Sun Also Rises (2007)
- Let the Bullets Fly (2010)